# Johann Friedrich Hugo von Dalberg
Johann Friedrich Hugo Nepomuk Eckenbert von Dalberg (ochrzcz. 17 maja 1760 w Moguncji, zm. 26 lipca 1812 w Aschaffenburgu) – niemiecki duchowny, kompozytor, pianista i pisarz muzyczny, baron.

## Życiorys
Pochodził z rodziny szlacheckiej. Studiował teologię w Getyndze. Uczył się kompozycji i teorii muzyki u Ignaza Holzbauera. Około 1775 roku odbył podróż do Włoch, w 1798 roku odwiedził natomiast Anglię. Był kanonikiem katedr w Trewirze, Wormacji i Spirze. Pełnił ponadto funkcję kanclerza na dworze elektorskim w Trewirze i Koblencji. Przez dłuższy czas przebywał także w Erfurcie. Koncertował jako pianista.
Skomponował m.in. 7 sonat skrzypcowych, Oktet, Trio fortepianowe, utwory na instrumenty klawiszowe, melodramat Eva’s Klagen na głos i instrumenty, 2 kantaty, ponadto pieśni świeckie i religijne do tekstów niemieckich, francuskich i angielskich. Napisał muzykę do Ody do radości Friedricha Schillera (1799). Był jednym z prekursorów stylu romantycznego w muzyce.
Nie był profesjonalnie wykształconym muzykiem, posiadał jednak rozległą wiedzę. Poza muzyką zajmował się m.in. prawem, meteorologią i badaniami nad Orientem. Znał antyczną i średniowieczną teorię muzyki, a także poglądy XVIII-wiecznych myślicieli takich jak Jean-Jacques Rousseau i Johann Gottfried Herder. Rozległość zainteresowań i niezbyt ścisłe traktowanie tematów powodują jednak, że jego pisma mają dyletancki charakter.

## Wybrane prace
(na podstawie materiałów źródłowych)
- Blicke eines Tonkünstlers in die Musik der Geister (Mannheim 1787)
- Vom Erfinden und Bilden (Frankfurt nad Menem 1791)
- Untersuchungen über den Ursprung der Harmonie und ihre allmählige Ausbildung (Erfurt 1801)
- Die Äolsharfe. Ein allegorischer Traum (Erfurt 1801)
- Über die Musik der Indier (Erfurt 1802)
- Lieder der Inder und anderer orientalischer Völker (Erfurt 1802)